# Dienis Pietraszow
Dienis Pietraszow (ur. 1 lutego 2000 roku w Biszkeku) – kirgiski pływak specjalizujący się w pływaniu stylem klasycznym.

## Kariera sportowa
Podczas Mistrzostw Świata w pływaniu w 2015 roku w konkurencji 200 m stylem klasycznym osiągnął 50. lokatę z wynikiem 2:22.84. Nie udało się mu zakwalifikować do półfinałów. W czasie Mistrzostw Świata w pływaniu na krótkim basenie w 2016 roku na dystansie 100 m stylem klasycznym zajął 66. lokatę (1:02.66), na dystansie 200 m stylem klasycznym 41. (2:16.13), natomiast na dystansie 50 m stylem klasycznym 67. (29.24).
Dzięki zaproszeniu Międzynarodowego Komitetu Olimpijskiego wziął udział w Igrzyskach olimpijskich w 2016 roku. Reprezentował Kirgistan w pływaniu na 200 m stylem klasycznym - zajął przedostatnie 38. miejsce z czasem 2:16,57.
W 2018 roku na Letnich Igrzyskach Olimpijskich Młodzieży w pływaniu stylem klasycznym na 100 metrów zdobył srebrny medal dzięki osiągnięciu wyniku 1:01.34.